# 社会哲学
社会哲学（しゃかいてつがく、英語: social philosophy）は、（主として人間の）社会行動についての諸問題に関する哲学的研究である。社会哲学は広範囲にわたるいくつもの主題を扱う。例えば、個人とは何かから法の正当性まで、社会契約から革命の規範まで、日常の行為の働きから科学が文化に与える影響まで、人口動態の変化からハチの巣における集団的秩序まで、といった具合である。
言語哲学と社会認識論は、いくつもの重要な点で社会哲学と共通部分のある分野である。

## 社会哲学で論じられる話題一覧
あ
- イデオロギー

か
- 群衆
- 権威
- 権力
- 力への意志
- 権利
- 行為と自由意志
- 個人主義

さ
- 財産
- 自由意志
- 状況主義（英: Situationism）
- 説明責任

は
- 発話行為
- 文化批評

り
- 良心主体思想とチュチェ思想

## 社会哲学者一覧
ア
- 浅田彰
- テオドール・アドルノ
- テリー・イーグルトン
- マックス・ヴェーバー

カ
- コルネリュウス・カストリアディス

サ
- ルカーチ・ジェルジ
- ソクラテス
- スーザン・ソンタグ

タ
- チャーナキヤ
- ノーム・チョムスキー
- ティルヴァッルヴァル
- エミール・デュルケーム
- ギー・ドゥボール

ハ
- ミハイル・バクーニン
- アントン・パンネクーク
- ミシェル・フーコー
- プラトン
- ピエール・ジョゼフ・プルードン
- ジークムント・フロイト
- ゲオルク・ヴィルヘルム・フリードリヒ・ヘーゲル
- ジェレミ・ベンサム
- シモーヌ・ド・ボーヴォワール
- エリック・ホッファー
- トマス・ホッブズ

マ
- カール・マルクス
- ジョン・スチュアート・ミル

ヤ
- カール・グスタフ・ユング
- ユルゲン・ハーバーマス

ラ
- ジャン＝ジャック・ルソー
- ジョン・ロック